# Anna van 't Hek

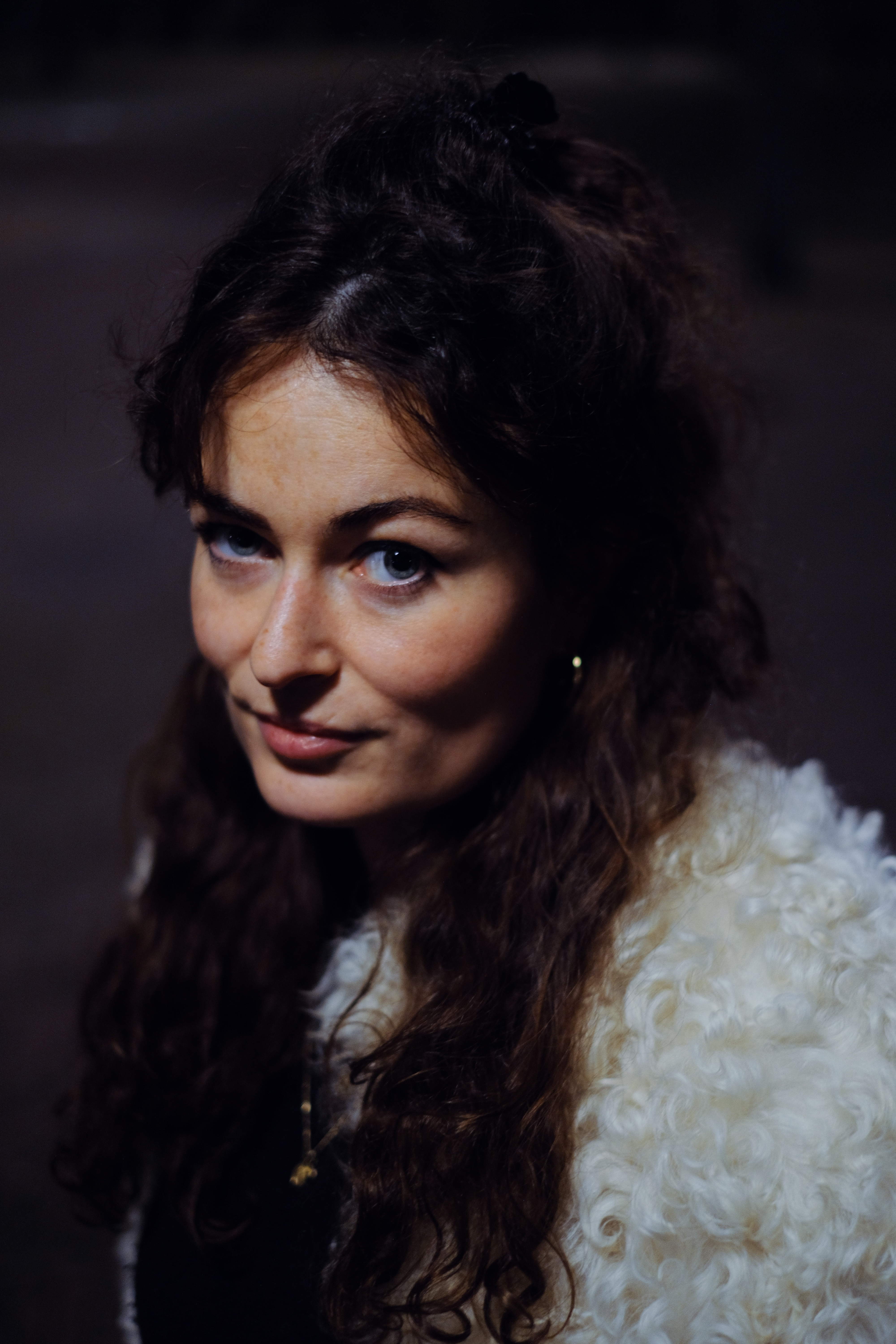
Anna van 't Hek in 2020

Anna Maria van 't Hek (Amsterdam, 1988) is een Nederlands documentairemaker.

## Carrière
Anna van 't Hek studeerde aan de Hogeschool voor de Kunsten Utrecht. Naast documentaires maakt zij commercials, onder andere voor Volkswagen als sponsor van het Wereldkampioenschap vrouwenvoetbal, voor G-star en voor Nike.

## Filmografie
- The Amazing Agency (2014)
- Badr (2019) - Een driedelige miniserie over kickbokser Badr Hari[3] (regie).
- Yab Yum (2021) - Een documentaire over het bordeel Yab Yum[4][5] (regie).

## Persoonlijk
Van 't Hek is de dochter van cabaretier Youp van 't Hek en cabaretière/nieuwslezeres Debby Petter.